# Samiska högskolan

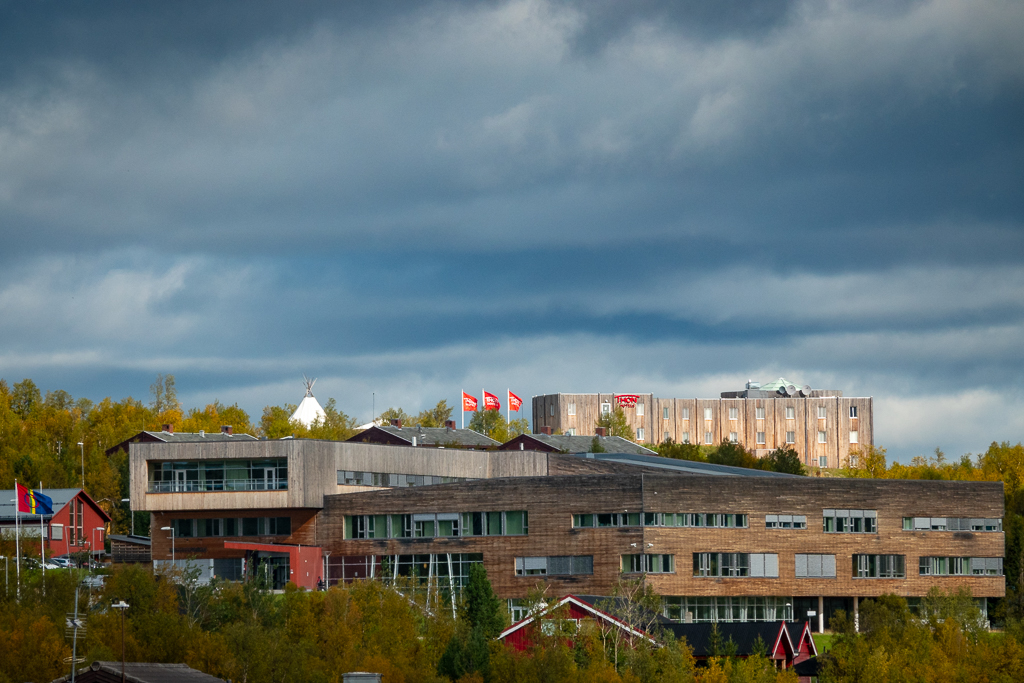
Diehtosiida

Samiska högskolan/Sámi Allaskuvla är en samisk utbildnings- och forskningsinstitution i Kautokeino/Guovdageaidnu i Finnmark fylke i Norge, som grundades 1989.
Samiska högskolan har samiska språk som huvudspråk och erbjuder utbildningar med ett samiskt eller inhemskt perspektiv. Studenterna kommer från hela Sápmi. Högskolan utbildar bland annat lärare, journalister och andra i samiska språk och samisk litteratur, samiska traditioner samt duodji (sameslöjd).
Högskolan har omkring 260 studenter och 52 anställda.
Det tidigare Nordiskt-samiskt institut i Kautokeino är integrerat i högskolan sedan 2005, nu namnändrat till Samisk forskningsinstitutt. Högskolan är lokaliserad till den år 2009 invigda vetenskapsbyggnaden Diehtosiida.

## Rektorer
- 2019–     Láilá Susanne Vars
- 2015–2019 Gunvor Guttorm
- 2011–2015 Jelena Porsanger[3]
- 2007–2011 Steinar Pedersen
- 2003–2007 Mai Britt Utsi (född 1955)
- 2000–2003 Kjell Kemi
- 1996–2000 Asta Balto
- 1989–1996 Jan Henry Keskitalo